# راكيل غارسيا
راكيل غارسيا (بالإسبانية: Raquel Garcia)‏ هي متزحلقة إسبانية، ولدت في 13 أغسطس 1986 في طلبيرة في إسبانيا.